# Roman Sanguszko
Roman Fedorovich Sanguszko (vers 1537-12 mai 1571), membre de la Famille Sanguszko, voïvode de Bracław (1566), hetman de Lituanie (1567).

## Biographie
Il est le fils de Fedor Sanguszko. Il n'a qu'une dizaine d'années lorsque son père décède en 1547. Il passe sa jeunesse à la cour royale et devient un courtisan du roi Sigismond II Auguste. Son frère aînée Dymitr Sanguszko (pl) décède à son tour en 1554. À dix-sept ans, Roman devient le chef de la famille Sanguszko.
Sa carrière militaire commence l'année suivante, en 1555, dans la guerre contre le tsarat de Russie. En 1557, compte tenu de ses mérites militaires, il est nommé staroste de Jytomyr. En 1558, il combat les Tatars. Le 26 janvier 1564, il prend part à la bataille de la Ula (en) pendant de la Guerre de Livonie.
En 1566, à la diète de Vilnius, il est nommé voïvode de Braclaw. En mars l'année suivante il reçoit la buława d'hetman de Lituanie. En juillet 1567, il procède à une levée en masse dans et autour de Polotsk et remporte une série de victoires contre l'armée de Moscou, comme à la bataille de Czaśnikami (pl). En septembre 1568 il s'empare de la forteresse de Ułła (pl) située dans l'actuelle Biélorussie, raïon de Choumilina et profite de l'occasion pour dévaster la région de Newla, Wieliża et Wielkich Łuków qui lui rapporte un précieux butin e guerre. En 1569, En dépit de ses réserves personnelles, il signe l'Union de Lublin entre la Pologne et la Lituanie. En 1569, il rentre en Ukraine où il combat les Tatars à Ouman.
Il meurt le 12 mai 1571 et est inhumé en l'église de Saint-Nicolas à Mielcach.

## Mariage et descendance
Il épouse Aleksandra Chodkiewicz qui lui donne trois enfants :
- Fiodor (pl) († 1591);
- Teodora († 1598) épouse de Stanisław Radzimiński, puis d'Alexandre Prońskie, puis d'Andrzej Leszczynski (pl);
- Aleksandra († 1602), épouse de Janusz Zasławski (pl)

## Sources
- Notices d'autorité :   - VIAF
  - Pologne

- (pl) Cet article est partiellement ou en totalité issu de l’article de Wikipédia en polonais intitulé « Roman Sanguszko » (voir la liste des auteurs).